# Kick Back Relax
Kick Back Relax è un singolo della cantante svedese Agnes, pubblicato nel 2006 ed estratto dal suo secondo album in studio Stronger.

## Tracce
- Download digitale

1. Kick Back Relax [Radio Edit] — 2:59

- CD

1. Kick Back Relax [Radio Edit] — 2:59
2. Kick Back Relax [Instrumental] — 2:59